# みそまんじゅう本舗・竹内
有限会社みそまんじゅう本舗・竹内（みそまんじゅうほんぽ・たけうち）は、石川県七尾市田鶴浜町に本社を置く和菓子製造・販売の企業。
味噌味の皮でインゲンの白あんを包んだ「みそまんじゅう」、「ふっくら」が主力製品であり、県内の有名銘菓・土産菓子である。